# Bugrianka
Bugrianka (ros. Бугрянка) – wieś (ros. деревня, trb. dieriewnia) w zachodniej Rosji, w sielsowiecie glebowskim rejonu fatieżskiego w obwodzie kurskim.

## Geografia
Miejscowość położona jest nad Gniłowodczikiem (prawy dopływ Usoży w dorzeczu Swapy), 4,5 km od centrum administracyjnego sielsowietu (Zykowka), 5 km na północny wschód od centrum administracyjnego rejonu (Fatież), 45 km na północny zachód od Kurska, 7 km od drogi magistralnej (federalnego znaczenia) M2 «Krym» (część trasy europejskiej E105).
We wsi znajduje się 21 posesji.
Klimat
Miejscowość, jak i cały rejon, znajduje się w strefie klimatu kontynentalnego z łagodnym ciepłym latem i równomiernie rozłożonymi opadami rocznymi (Dfb w klasyfikacji klimatów Köppena).

## Demografia
W 2010 r. wieś zamieszkiwało 17 osób.